# Раян Бретвейт
Раян Бретвейт (англ. Ryan Brathwaite; нар. 6 червня 1988) — барбадоський легкоатлет, який спеціалізувався в бар'єрному бігу.

## Спортивні досягнення
Фіналіст (5-е місце) олімпійського забігу на 110 метрів з бар'єрами (2012). Брав участь у бігу на 110 метрів з бар'єрами на Іграх-2008, проте зупинився на півфінальній стадії змагань.
Чемпіон світу з бігу на 110 метрів з бар'єрами (2009).
Фіналіст (4-е місце) з бігу на 110 метрів з бар'єрами на Панамериканських іграх (2007).
Фіналіст (5-е місце) з бігу на 110 метрів з бар'єрами на Іграх Співдружності (2014).
Срібний призер чемпіонату світу серед юнаків з бігу на 110 метрів з бар'єрами (2005).
Багаторазовий чемпіон та рекордсмен Барбадосу.